# Oblasten van Kirgizië

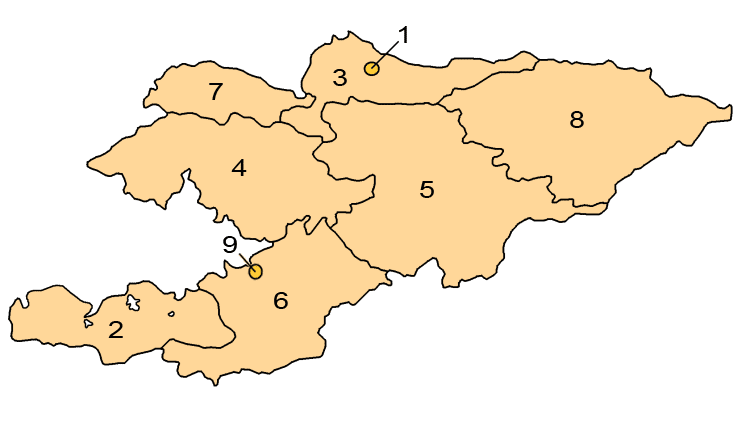
Kaart met de oblasten van Kirgizië

Kirgizië is onderverdeeld in zeven oblasten (meervoud: oblastlar) en twee steden (shaar). De oblasten zijn verder onderverdeeld in rayons die worden bestuurd door, door de overheid benoemde, functionarissen.
| # | Oblast          | Hoofdstad    | Opp. (km²) | Inw. (2015) |
| - | --------------- | ------------ | ---------- | ----------- |
| 1 | Bisjkek (shaar) | -            | 169,9      | 937.400     |
| 2 | Batken          | Batken       | 17.000     | 480.700     |
| 3 | Čùj             | Bisjkek      | 20.200     | 870.300     |
| 4 | Dzjalal-Abad    | Dzjalal-Abad | 33.700     | 1.122.400   |
| 5 | Naryn           | Naryn        | 45.200     | 274.500     |
| 6 | Oš              | Oš           | 29.200     | 1.228.400   |
| 7 | Talas           | Talas        | 11.400     | 247.200     |
| 8 | Ysykköl         | Karakol      | 43.100     | 463.900     |
| 9 | Oš (shaar)      | -            | 18,5       | 270.300     |

Rurale gemeenschappen (aiyl okmotus) bestaan maximaal uit 20 kleine nederzettingen en hebben een eigen bestuur, met eigen verkozen burgemeesters en gemeenteraden.

## Bron
1. ↑  Benaming in het Kirgizisch
2. ↑  Nat. Stat. Comité: Bevolking 1/1/2015 (Russisch). Gearchiveerd op 26 september 2015. Geraadpleegd op 7 maart 2015.